# Batchtown
Batchtown és una població dels Estats Units a l'estat d'Illinois. Segons el cens del 2000 tenia 218 habitants.

## Demografia
Segons el cens del 2000, Batchtown tenia 218 habitants, 85 habitatges, i 60 famílies. La densitat de població era de 44,8 habitants/km².
Dels 85 habitatges en un 29,4% hi vivien nens de menys de 18 anys, en un 60% hi vivien parelles casades, en un 4,7% dones solteres, i en un 29,4% no eren unitats familiars. En el 29,4% dels habitatges hi vivien persones soles el 14,1% de les quals corresponia a persones de 65 anys o més que vivien soles. El nombre mitjà de persones vivint en cada habitatge era de 2,56 i el nombre mitjà de persones que vivien en cada família era de 3,2.
Per edats la població es repartia de la següent manera: un 22% tenia menys de 18 anys, un 11,5% entre 18 i 24, un 28% entre 25 i 44, un 22,9% de 45 a 60 i un 15,6% 65 anys o més.
L'edat mediana era de 37 anys. Per cada 100 dones de 18 o més anys hi havia 104,8 homes.
La renda mediana per habitatge era de 42.222 $ i la renda mediana per família de 46.094 $. Els homes tenien una renda mediana de 31.389 $ mentre que les dones 16.250 $. La renda per capita de la població era de 16.013 $. Aproximadament el 4,2% de les famílies i el 2,5% de la població estaven per davall del llindar de pobresa.

## Poblacions més properes
El següent diagrama mostra les poblacions més properes.